# 본태성진전
본태성진전(本態性震顫, 영어: essential tremor, ET, benign tremor, familial tremor) 또는 본태 떨림(本態-) 혹은 대중적인 명칭인 수전증(手顫症)은 흔히 손이 떨리는 증상을 일컫는 말이며, 때때로 손가락이나 머리가 떨리는 증상을 지칭하기도 한다.

## 원인
주로 유전적 이유가 원인이며, 35세 이상의 연령층에서 많이 발병한다.